# 호종헌
호종헌(胡宗憲, 1512.11.4 - 1565.11.25)은 자(字)는 여정(汝貞), 호(號)는 매림(梅林)으로, 남직례(南直隸) 적계현(績溪縣) (오늘날 안휘성(安徽省) 적계현(績溪縣)에 해당) 출신이다. 조적(祖籍)은 하남성(河南省) 복양(濮陽)이다. 명대 정치가이자 군사인물이다. 계략으로 왜구(倭寇)를 제거한 것으로 이름이 났다. 명세종(明世宗) 가정제(嘉靖帝) 시기, 호종헌은 엄숭(嚴嵩)의 일에 연루되어 하옥되었으며, 옥중에서 자살로 생을 마감했다. 명신종(明神宗) 만력제(萬曆帝)가 양무(襄懋)라는 시호(諡號)를 추숭했다.

## 생애
호종헌의 조상은 산동(山東) 청주(靑州) 복양(濮陽) (현재 하남에 속함)에서 적계(績溪)로 이주하였다. 가정(嘉靖) 17년(1538) 무술과(戊戌科) 진사(進士)에 합격했다. 가정19년(1540) 호종헌은 산동 익도현(益都縣) 지현(知縣)이 되어, 가뭄과 황충을 구제하고 도적을 평정하여, 치리 방면의 명성을 얻었다. 가정26년(1547) 호종헌은 절강(浙江) 여요현(餘姚縣) 지현이 되어, "결기봉공, 지법정사(潔己奉公, 持法正事, 청렴 공정하고 법에 따라 일을 바로잡음)"라고 칭해졌다.
가정28년(1549) 어사(御史)에 제수되어 선부(宣府)와 대동(大同)을 순시하였다. 이어서 북직례(北直隸) 순안어사(巡按御史)가 되었다. 가정30년(1551) 호광(湖廣) 순안어사가 되어 묘족(苗族) 봉기를 평정하였다. 가정33년(1554) 절강순안어사가 되었다. 엄숭의 일파인 조문화(趙文華)의 지시에 따라, 호종헌은 '군향을 부족하게 하여 백성을 위태롭게 하고 도적을 두려워하여 기회를 놓친(糜餉殃民, 畏賊失機)' 죄목으로 장경(張經)을 탄핵하였다. 후에 장경은 서시(西市)에서 참수되고 호종헌은 연달아 세 품급(品級) 승진되어 우첨도어사(右僉都御史)가 되었다.
가정35년(1556) 호종헌은 여러 차례 출전, 중국 동남 연안의 왜구들이 조금 평정되었다. 이때 왜구들은 남방 연해의 근심거리였으며 호종헌은 서위(徐渭)를 초빙하여 계략을 짜내었는데, 주로 왜구 두목을 편으로 끌어들이는 것이었다. 이 계책으로 서해(徐海), 진동(陳東), 마엽(麻葉) 등을 사살하거나 유인한 후 처벌하였다. 무엇보다 호종헌은 왕직(汪直)을 초무(招撫)하였지만 조정은 왕직을 사살, 왜구들은 제어권을 상실하게 되었다. 가정39년(1560) 가정제는 왕직을 체포한 호종헌의 공에 대하여 '호종헌은 나라를 위해 힘쓰기로 다짐하고 충성과 지모를 다하였으니 공적이 비상하기에 마땅히 발탁하여 격려해야 한다(宗憲矢心爲國, 殫竭忠謀, 勞績殊常, 宜加顯擢, 以示激勵)'고 하였고, 결국 태자태보(太子太保)와 도찰원좌도어사겸병부우시랑(都察院左都御史兼兵部右侍郞)을 더하되, 이전처럼 총독(總督)직을 계속 유지하게 하였다. 3개월 후에는 병부상서겸도찰원우도어사(兵部尙書兼都察院右都御史)로 승진시켰다. 가정40년(1561), 소보(少保) 관함이 더해지고 관할로서 강서(江西)까지 추가되었다.

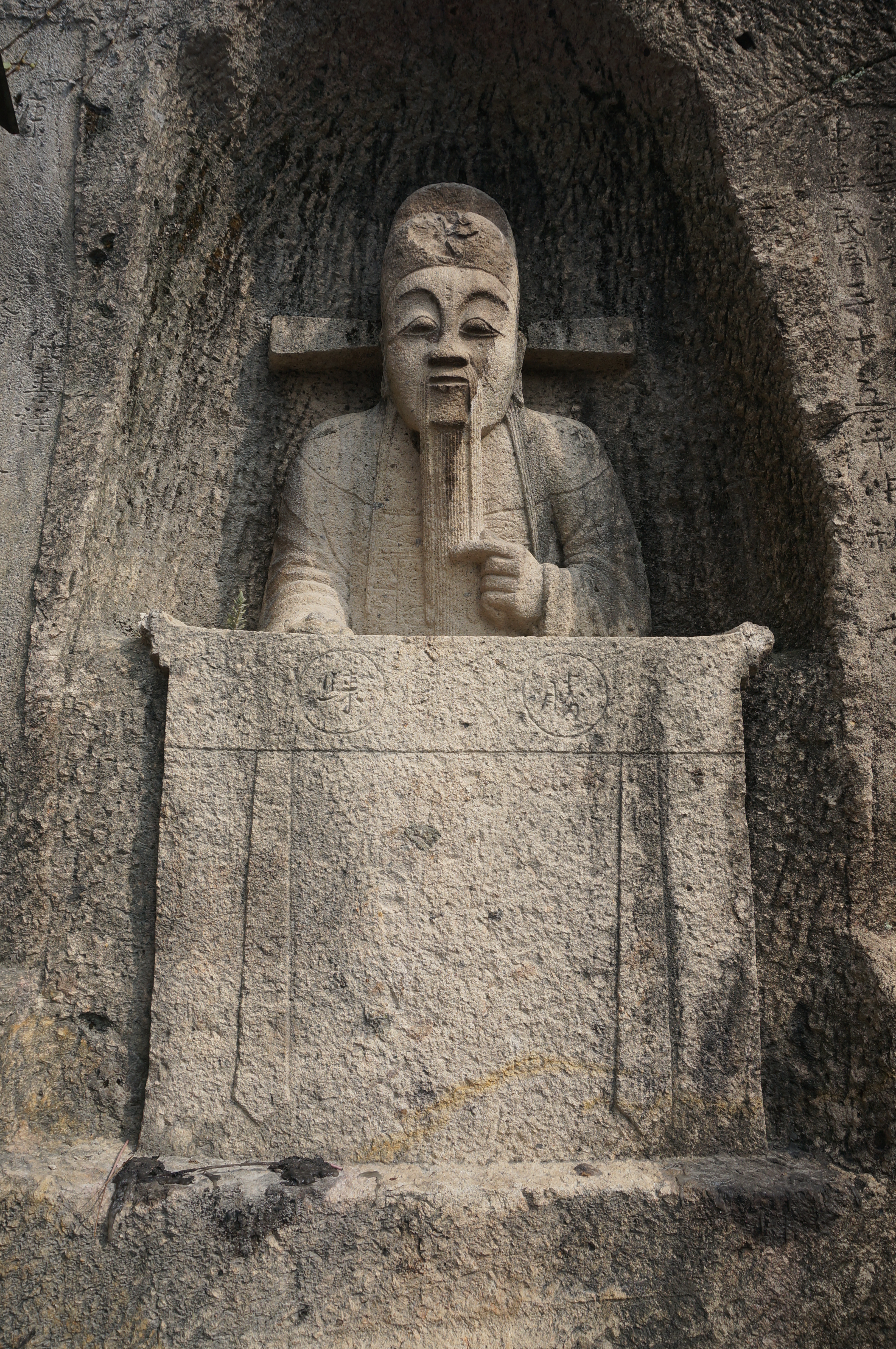
명가정호종헌면관좌상(明嘉靖胡宗憲冕官坐像), 절강 여요(餘姚) 승귀산(勝歸山) 호공암마애석각(胡公岩摩崖石刻)

가정41년(1562) 엄숭 부자가 실각하였고, 육봉의(陸鳳儀)는 기회를 이용하여 엄숭당(嚴嵩黨) 즉 엄숭 일파라는 이유로 호종헌을 탄핵하였다. 그러나 가정제는 '호종헌은 엄숭당이 아니다(宗憲非嵩黨)'라고 하면서 호종헌을 풀어주었다. 가정43년(1564) 사직하고 귀향하였다. 다음해 가정44년(1565), 엄숭의 아들 엄세번(嚴世蕃)이 호종헌에게 건네준 친필 서신을 조정이 획득하였고, 이로 인해 변무의 가능성이 사라지면서 호종헌은 체포되어 투옥되었다. 호종헌은 「변무소(辯誣疏)」를 작성하여 스스로 변무에 나섰지만 답변을 얻지 못하였다.
가정44년 11월 초3일, 옥중에서 호종헌은 '보검은 원통한 옥방에 묻히고, 충혼은 흰구름 속에 뒤얽혔다(寶劍埋寃獄, 忠魂繞白雲)'는 시를 읊고는 칼로 목을 찔러 자살하였다

## 저서
- 『주해도편(籌海圖編)』(전13권)

## 평가
『명사』 「호종헌전」은 '호종헌은 권모술수가 많고 공명을 좋아하여 조문화가 엄숭 부자와 결탁한 것을 이용해 해마다 금백•노비•진기•각종 쓸데없는 물건들을 무수히 바쳤다(宗憲多權術, 喜功名, 因文華結嚴嵩父子, 歲遺金帛•子女•珍奇•淫巧無數)'고 평가하였다. 아첨과 영합에 있어, 호종헌은 조문화에게 영합하고 엄숭 부자에게 아부하였다. 명대 관원들은 봉록이 적었는데, 호종헌은 균요법(均徭法)을 편제하여 액외(額外) 세금을 부가하여 백성들은 곤궁에 처하였으며, 관의 창고 재정을 침해하거나 부자들의 재물도 많이 거둬들였다.
비록 호종헌은 엄숭 실각 이후 하옥되어 자살로 생애를 마감했으나, 그 충의(忠義) 형상은 여전히 민간에 전해졌다. 융경(隆慶) 6년(1572) 명목종(明穆宗) 융경제(隆慶帝)는 호종헌 복권 작업을 착수하였다. 만력17년(1589) 만력제는 호종헌을 완전히 복권시켰으며, 호종헌의 항왜(抗倭) 공적도 높이 사서 관함을 완전 복구시켜 주었으며, 어장(御葬)의 영예도 하사하는 한편, 양무(襄懋)라는 시호도 추숭하였다.

## 작품

### 드라마(중국)
| 연고 | 제목                           | 배우           | 역할   | 비고 |
| 2006 | 대명왕조1566(大明王朝1566)     | 왕경상(王庆祥) | 호종헌 |      |
| 2015 | 항왜영웅척계광(抗倭英雄戚繼光) | 이립군(李立群) | 호종헌 |      |

## 가문
선조 호염(胡炎)은 동진(東晋) 시기 적계(績溪)로 이주하였다. 호종헌은 호염의 34대손이다. 전 중국공산당 총서기 호금도(胡錦濤, 후진타오)는 호종헌의 직계 후예이자 호염의 48대손이다.

## 같이 보기
- 모곤
- 서계
- 엄숭
- 왜구
- 장경
- 호금도(후진타오)